# Cratere Numisia
Numisia è un cratere sulla superficie di 4 Vesta.